# Gaia Weiss
Pour les articles homonymes, voir Weiss.
Gaïa Weiss, née le 30 août 1991 à Paris, est une actrice et mannequin française.

## Biographie

### Jeunesse
Issue d'une famille franco-polonaise, Gaïa Weiss nait à Paris et grandit à Montrouge, banlieue parisienne où elle commence à apprendre la danse classique et le théâtre dès ses 7 ans, puis à Londres.
Une fois revenue à Paris, elle entre au cours Florent où elle continue l'apprentissage de la comédie, mais toujours en anglais puis elle étudie à la London Academy. C'est pour payer ses études qu'elle devient mannequin, et devient l'égérie de la marque Mauboussin. Convaincue par son entourage d'apprendre à jouer en français, elle rejoint la troupe de Francis Huster en 2011 avec qui elle joue dans les pièces Don Juan et Le Misanthrope.

### Carrière
Son premier rôle au cinéma est dû à un coup de chance : elle passe le casting pour un rôle dans Mary Queen of Scots, mais elle n'a plus de nouvelles du film après cela. C'est un an plus tard qu'elle est rappelée pour incarner Mary Stuart, à la suite de retards dans la production.
Elle enchaîne avec des petits rôles dans Bianca come il latte, rossa come il sangue, film italien de Giacomo Campiotti et une réécriture moderne de La Légende d'Hercule, réalisé par Renny Harlin. Elle fait ensuite ses débuts à la télévision : de 2014 à 2015, elle incarne Þórunn dans les saisons 2 et 3 de la série télévisée Vikings.
En 2015, elle a l'un des rôles principaux dans le film Les Profs 2 ; elle y incarne Vivienne, la petite-fille de la reine d'Angleterre.

### Vie privée
En janvier 2015, elle dément avoir une relation avec l'acteur Francis Huster, officialisée dans le magazine Paris Match,. De 2011 à 2016, elle est en couple avec Sean Biggerstaff, qui jouait le rôle d'Olivier Dubois dans Harry Potter.

## Filmographie

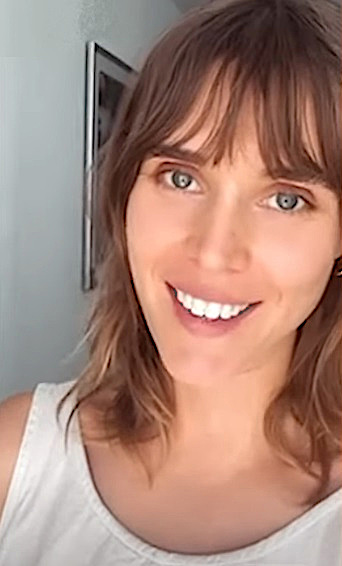
Weiss en 2024

### Cinéma

#### Longs métrages
- 2012 : Mary, Reine d'Écosse (Mary Queen of Scots) de Thomas Imbach : Mary Fleming
- 2013 : Bianca come il latte, rossa come il sangue de Giacomo Campiotti : Beatrice
- 2014 : La Légende d'Hercule (The Legend of Hercules) de Renny Harlin : Hébé
- 2015 : Les Profs 2 de Pierre-François Martin-Laval : Vivienne
- 2017 : C'est beau la vie quand on y pense de Gérard Jugnot : Hoëllig
- 2017 : Overdrive d'Antonio Negret : Devin
- 2018 : We Are Boats de James Bird : Rachel
- 2019 : Judy de Ruper Goold : Abbie
- 2020 : Méandre de Mathieu Turi : Lisa
- 2021 : Shepherd de Russell Owen : Rachel Black
- 2021 : Victims d'Agnieszka Lukasiak : Ani

#### Courts métrages
- 2012 : La Nuit de Joffrey Monteiro-Noël
- 2018 : Love in the Asylum de Russell Owen : la fille
- 2019 : Alien Containment de Chris Reading : Ward

### Télévision
- 2014-2015 : Vikings, saison 2 et 3 (série télévisée) : Þorunn, la compagne de Bjorn côtes de fer (dit porridge)
- 2016 : Outlander, saison 2, épisode 4 La Dame blanche de Douglas Mackinnon (série télévisée) : Comtesse de Saint-Germain
- 2018-2019 : Les Médicis : Maîtres de Florence (Medici), saison 2, épisode 6 Alliance de Jan Michelini, saison 3, épisode 3 Trust (série télévisée) : Ippolita Maria Sforza
- 2020 : La Révolution, créée par Gaia Guasti et Aurélien Molas (série télévisée) : Marianne
- 2022 : Marie-Antoinette de Deborah Davis (série télévisée) : Madame du Barry
- 2024 : The Gentlemen :Princesse Rosanne
- 2025 : Menace imminente, série télévisée de Dan Sahar

### Clip
- 2017 : Inception de Ben Molinaro

### Jeux vidéo
- 2020 : Assassin's Creed Valhalla d'Ashraf Ismail, Benoît Richer, Ramiro Bélanger : voix de Fulke
- 2021 : Fate Dangerous Horizontal's Ride & Wide 16 de Andrews Caruso : Lucie Gouix (voix)

## Théâtre
- 2011 : Don Juan de Molière, mise en scène Francis Huster, tournée Troupe de France
- 2012 : Le Misanthrope ou l'Atrabilaire amoureux de Molière, mise en scène Francis Huster, tournée Troupe de France
- 2012-2013 : Le Journal d'Anne Frank d'Éric-Emmanuel Schmitt, mise en scène Steve Suissa, Théâtre Rive Gauche, tournée Troupe de France
- 2013 : La Guerre de Troie n'aura pas lieu de Jean Giraudoux, mise en scène Francis Huster, tournée Troupe de France